# フェルディナント・シェルナー
フェルディナント・シェルナー（独: Ferdinand Schörner、1892年6月12日 - 1973年7月2日）は、ドイツの陸軍軍人。最終階級は陸軍元帥。「ヒトラーのもっとも冷酷な元帥」と評されている。
ヒトラーが自殺した後は、第4代陸軍総司令官を務める。

## 経歴

### 初期の軍歴
バイエルン王国のミュンヘン生まれ。アビトゥーア合格後一年志願兵を経て、ローザンヌ大学やグルノーブル大学で哲学や言語学を学ぶ。1914年に第一次世界大戦が勃発すると、軍に志願して下士官・士官候補生となり、予備役少尉に任官する。フランス、チロル、セルビア、ルーマニア、北イタリアを転戦し、1917年にバイエルン出身の陸軍少尉として唯一のプール・ル・メリット勲章受章者となった。この大戦でシェルナーは三度重傷を負った。終戦前の1918年に職業軍人への道を選び、中尉に昇進。
終戦直後は義勇軍に参加。1920年に軍に復帰する。戦間期はイタリア語に堪能なために参謀本部の外国軍課（南東ヨーロッパ方面）に勤務、またドレスデン歩兵学校の教官を務める。ナチスによる1923年のミュンヘン一揆の際は、軍管区司令官の副官としてこれを鎮圧する側に回ったが、後にナチス親衛隊の準軍隊組織である親衛隊特務部隊を、パレードだけのアスファルト兵士からドイツ陸軍と共に最前線で戦闘できる野戦軍（武装親衛隊）に育成するのに大きな役割を担った。

### 第二次世界大戦

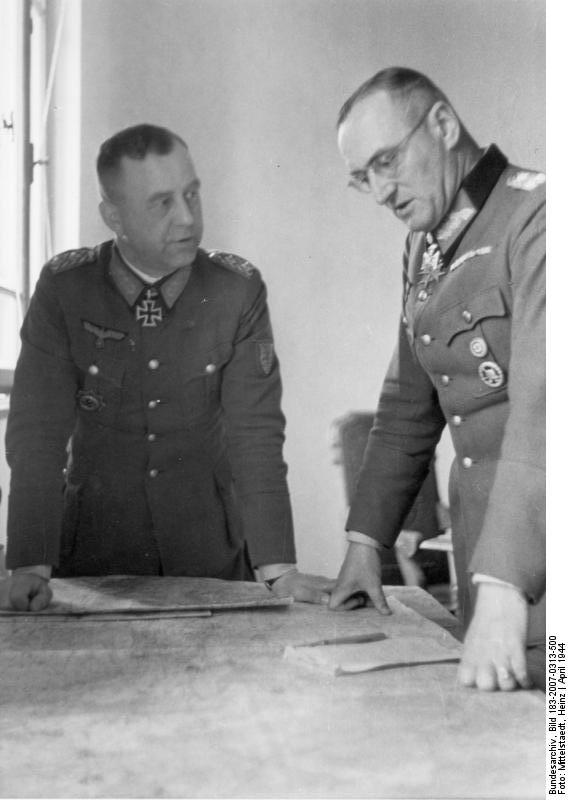
オットー・ヴェーラー大将と戦況を協議するシェルナー（1944年4月、ルーマニア）

第二次世界大戦では、まずポーランド侵攻で第98山岳連隊を指揮し大きな成功をおさめる。新設の第6山岳師団師団長としてフランス侵攻作戦に参加し、フランス降伏後の1940年8月に少将に昇進。バルカン戦線 (第二次世界大戦)では同師団を指揮し、先遣隊がアテネのアクロポリスにハーケンクロイツ旗を掲げる功績を上げて騎士鉄十字章を受け、その後同師団を率いてバルバロッサ作戦に参加する。1942年にはフィンランドの第19山岳兵軍団の軍団長に昇格。
この後、1943年11月より翌年1月まで第40装甲軍団の指揮をとる。1944年2月には新設されたナチス独自の参謀本部部長に任命され、柏葉付騎士鉄十字章を受章したが、マルティン・ボルマンと対立して一月で辞任した。3月にA軍集団司令官（同軍集団はすぐに南ウクライナ軍集団と改称される）となる。クリミア半島が占領されてもセヴァストポリ軍港は保持できるとしていたが、後にその考えを変え、ヒトラーに同地からの撤退を説得する。しかしこの決断は遅きに失し、クリミア半島守備のドイツ第17軍とルーマニア軍は大損害を受けた。1944年の晩春にはルーマニアのドニエストル川流域南部でのいくつかの防衛戦で戦果を収めた。A軍集団司令官時には、脱走兵を即時処刑していた。戦後、シェルナーは、脱走兵処刑は、戦線の維持のためと、そして戦線を維持することによってソ連軍からの侵攻から数十万の民間人の救出のため必要な措置であったと正当化した。
1944年8月には上級大将に昇進する。同年7月23日には北方軍集団司令官となる。1945年1月には中央軍集団司令官となり、チェコスロバキアからオーデル川上流部分にかけての防衛を担当した。この職責において、シェルナーは迫り来るソ連軍を避けるため、ズデーテン地方やシレジア地方からのドイツ人住民160万人の西方への疎開を支援したが、同時に兵士や国民突撃兵を自殺的な戦闘に送り込んだ。
シェルナーは主に東部戦線で作戦指揮し、ヴァルター・モーデル元帥らと共に大戦後半の困難な防衛作戦の指揮官として、ヒトラーのもっともお気に入りの将軍の一人であった。1945年4月5日に陸軍元帥に昇進、同4月30日には自殺したヒトラーの遺言によって陸軍総司令官に任命された。シェルナーはヒトラーから元帥杖を授与された最後の人物であった。

### 戦後

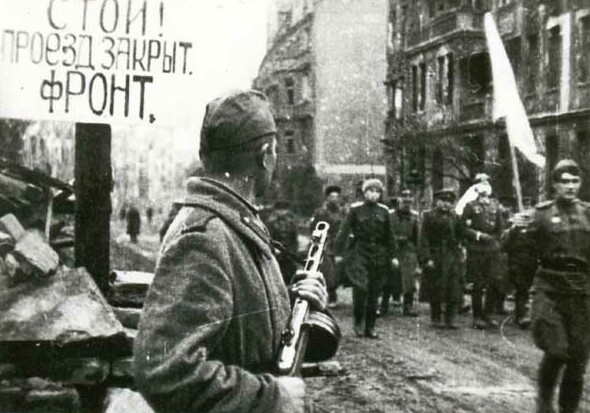
ブレスラウでソ連軍との降伏協議に臨むドイツ軍将校（1945年5月6日）

1945年5月5日、シェルナーは傘下の兵士の帰還を約束していたが、5月8日シェルナーは私服に着替えて民間人に変装し、配下の兵士を置き去りにして、シュトルヒ偵察機でオーストリアに逃亡し、山小屋に数日間身を潜め、アメリカ軍に投降した。これについてシェルナーは、軍を離れたのは全面降伏によって指揮権を喪失した5月9日朝のことで、フレンスブルク政府からは5月12日まで降伏を延期でき、その時までに傘下の兵士を帰還させれば良いと思っていた。オーストリアに向かったのはアルプス国家要塞で指揮を執るつもりだったと主張していた。戦後、シェルナーは戦犯として逮捕、訴追され労働刑50年を宣告されるが、後に12年に減刑され、最終的に1955年に西ドイツへの帰国を許された。
当時西ドイツは再軍備を目前にしており、かつてナチスを信奉した旧ドイツ国防軍幹部に対する風当たりが強くなっていた。ドイツ連邦議会は1955年に法改正して、シェルナーらナチスに近い旧軍人に対する恩給を停止したが、この法律は「シェルナー法」と呼ばれた。シェルナーは西ドイツでも逃亡兵を非合法に処刑した、また敗戦後に敵前逃亡したとして懲役刑を受け、1963年に釈放された。当時の大統領ハインリヒ・リュプケによる恩赦により、恩給の一部が回復された。
シェルナーが1945年に出した、書面による命令を保持せずに前線から離脱した兵士は全て裁判なしに即決で処刑されるとの命令を出したこと、それにも関わらず自らは敵前逃亡したこと、陸軍における熱烈なナチズム信奉者として知られていたことから、現在でもその評価は分かれている。
1973年にミュンヘンにて死去。ミッテンヴァルトの墓地に葬られた。